# Batracharta divisa
Batracharta divisa là một loài bướm đêm trong họ Noctuidae.